# Quibungo
Quibungo (em inglês: Kibungo) é uma cidade da Ruanda situada na província (intara) do Oeste. Segundo censo de 2012, havia 11 537 habitantes. Foi capital da província de Quibungo. O campus da Universidade de Agricultura, Tecnologia e Educação de Quibungo (INATEK) está localizada em Quibungo.